# Александропулос, Сотирис
Сотирис-Поликарпос Александропулос (греч. Σωτήρης-Πολύκαρπος Αλεξανδρόπουλος; родился 26 ноября 2001, Афины)  — греческий футболист,  полузащитник льежского клуба «Стандард» и национальной сборной Греции.

## Клубная карьера
Уроженец Афин, Александропулос является воспитанником местного футбольного клуба «Панатинаикос». В основном составе дебютировал 20 октября 2019 года в матче греческой Суперлиги против клуба «Атромитос». В июне 2021 года продлил свой контракт с греческим клубом до лета 2024 года.

## Карьера в сборной
Выступал за сборные Греции до 16, до 17, до 19 лет и до 21 года.
28 марта 2021 года дебютировал в составе главной сборной Греции в товарищеском матче против сборной Гондураса.